# Гудерман, Кристоф
Кристоф Гудерман (нем. Christoph Gudermann; 25 марта 1798, Финенбург, — 25 сентября 1852, Мюнстер) — немецкий математик, известный главным образом как учитель Карла Вейерштрасса.

## Биография
Родился в семье школьного учителя. По окончании Гёттингенского университета, был учителем гимназии в Клеве, а затем в Мюнстере, где и умер.
Гудерман опубликовал в «Журнале Крелля» ряд статей по теории эллиптических функций и интегралов, подчеркивая важность их разложения в степенные ряды, а также составил таблицы гиперболических функций, имевших тогда большое техническое значение. Ему принадлежат современные обозначения для якобиевых эллиптических функций sn, cn и dn. В его честь названа функция Гудермана, связывающая тригонометрические функции и гиперболические функции без привлечения комплексных чисел.
В 1839/40 гг. Вейерштрасс стал единственным слушателем лекций Гудермана, о содержании которых оставил восторженные воспоминания. В частности, именно Гудерман ввел понятие равномерной сходимости, занявшее столь важное место в вейерштрассовском обосновании анализа. Под руководством Гудермана в 1841 году Вейерштрасс представил диссертацию на звание учителя старших классов. В одном из приложений к этой работе, опубликованном лишь в 1894 году, Вейерштрасс одновременно с Коши доказал теорему о существовании и единственности решения начальной задачи для системы обыкновенных дифференциальных уравнений и ввел понятие аналитического продолжения степенного ряда, ставшего со временем фундаментом его теории аналитических функций.